# Estación Gobernador Ugarte
Gobernador Ugarte es una estación ferroviaria del Ferrocarril Domingo Faustino Sarmiento de la Red ferroviaria argentina, en el ramal que une las estaciones de Gorostiaga y Anderson.

## Ubicación
Se encuentra en la localidad de Gobernador Ugarte, partido de Veinticinco de Mayo, provincia de Buenos Aires, Argentina.

## Servicios
No presta servicios de pasajeros. Sus vías están a cargo de la empresa estatal de cargas Trenes Argentinos Cargas, aunque estas se encuentran sin uso y en estado de abandono.